# Westfàlia

Tres entitats amb el nom de Westfàlia, sobreposades sobre les actuals fronteres d'Alemanya:
Verd: Regne de Westfàlia (1807-1813)
Vermell: Província de Westfàlia (1815-1946)
Gris: Rin del Nord-Westfàlia (1946-)

Westfàlia (alemany Westfalen) és una regió històrica d'Alemanya situada avui dia entre els estats federals de Rin del Nord-Westfàlia i Baixa Saxònia.

## Geografia
En l'actualitat viuen a les terres de Westfàlia prop de 8,2 milions d'habitants que es reparteixen entre les regions de Münsterland, Ostwestfalen, Sauerland (sense la ciutat de Hessen Upland) i Siegerland. Aquestes regions formen la majoria del territori de Westfàlia. La regió compresa per les regions de Sauerland, Siegerland i Wittgenstein que intersecten amb Westfalia es denomina Westfàlia del sud (Südwestfalen). El seu riu més important és el Weser, que flueix a través de la Porta Westfalica i les serralades de Wiehen i Weser. El territori és creuat a més per afluents del Ruhr com el Möhne, Lenne i Volme, Emscher i Lippe.

## Història

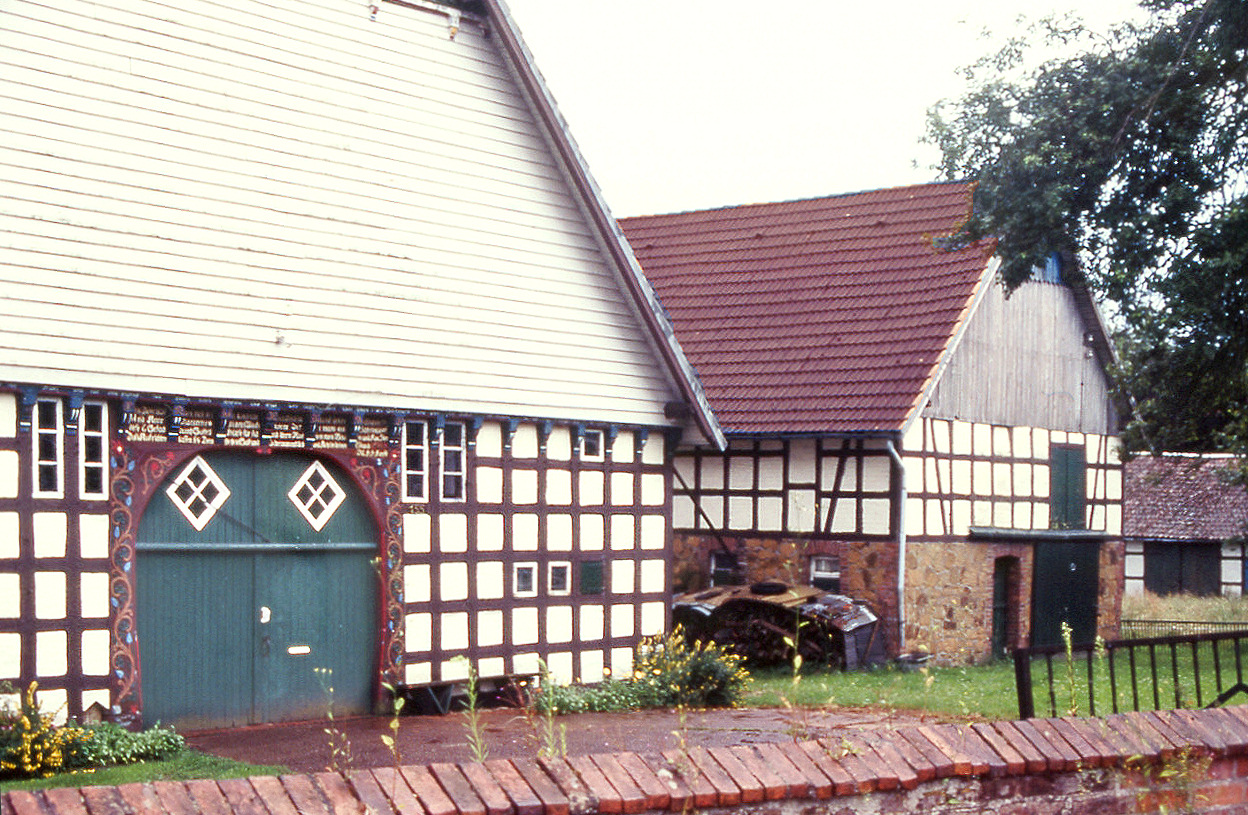
Casa típica d'entramat de fusta de Westfàlia a Melle (districte d'Osnabrück, Baixa Saxònia)

El nom de Westfalai apareix ja en l'any 775 en els Annales regni Francorum indicant com a part de poble saxó que habitava la part occidental del Weser. Els pobles saxons denominaven a Westfalen, els angrivarii anomenaven la zona Ostfalen. L'antiga paraula "fal(ah)" podria significar Feld (camp), Land (terra) o fläche (pla). Els nacionalismes dels segles xix i començaments del XX van emprar la denominació fälische Rasse («raça originària» o de la terra) en aquest sentit.
En l'any 955 la comarca es converteix en un comtat i el comte de Lerigau obté el títol nobiliari de Comte de Westfàlia. S'inicia d'aquesta forma la dinastia dels Comtes de Werl. El significat polític de Westfàlia apareix per primera vegada l'any 1076, en els documents del rei Enric IV, al llarg del període 1178/80, apareix com a Sachsenherzog durant la rebel·lió d'Enric el Lleó contra l'emperador Frederic I «Barba-roja». Com a expressió dels orígens comuns de Westfàlia, tant en el passat històric de la Baixa Saxònia com en el del Rin del Nord-Westfàlia, es poden veure les armes heràldiques (Sachsenross) que avui tenen similituds entre ambdós estats: el fons vermell i el cavall. Una altra similitud existent entre ambdós estats és l'arquitectura de les cases de construccions tradicionals (Westfalenhaus = Niedersachsenhaus): un saló central (Deele) amb una porta de gran grandària, els estables a banda i banda del saló i l'habitatge al fons, etc.